# Barsalogho Airport
Barsalogho Airport är en flygplats i Burkina Faso. Den ligger i den centrala delen av landet, 130 kilometer norr om huvudstaden Ouagadougou. Barsalogho Airport ligger 331 meter över havet.
Terrängen runt Barsalogho Airport är mycket platt. Runt Barsalogho Airport är det ganska tätbefolkat, med 60 invånare per kvadratkilometer..
Trakten runt Barsalogho Airport består i huvudsak av gräsmarker.